# 시모도 류세이
시모도 류세이(일본어: 下堂 竜聖, 1996년 4월 17일~)는 일본의 축구 선수이다.

## 구단 경력
그는 2019년 일본 지역 리그의 고치 유나이티드 SC에 입단했다. 2020년부터 일본 풋볼 리그로 승격했다. 2022년 J3리그의 반라우레 하치노헤로 이적했다. 2023년 카탈레 도야마로 이적했다. 2024년 7월 J2리그의 레노파 야마구치 FC로 이적했다.